# Wyspa Węży (książka)
Wyspa Węży – literatura faktu autorstwa Małgorzaty Szejnert wydana 12 marca 2018 przez Wydawnictwo Znak opowiadająca o II wojnie światowej, a szczególnie o Stacji Zbornej Oficerów Rothesay. W styczniu 2019 książka zdobyła tytuł książki roku według Magazynu Literackiego „Książki”.